# The Last of Us (série de televisão)
The Last of Us é uma série de televisão estadunidense dos gêneros pós-apocalíptico, drama e thriller, baseada na franquia de jogos eletrônicos homônimos desenvolvidos pela empresa Naughty Dog. Sua estreia ocorreu no dia 15 de janeiro de 2023 através da HBO. A série acompanha a jornada de Joel (Pedro Pascal), um contrabandista com a tarefa de escoltar a adolescente Ellie (Bella Ramsey) através de um Estados Unidos pós-apocalíptico em um futuro distópico. 
Na estreia de seu episódio piloto, "When You're Lost in the Darkness", a série atingiu a segunda maior audiência em uma década da emissora com 4.7 milhões de espectadores incluindo tanto o canal de televisão HBO quanto o streaming HBO Max, ficando atrás apenas de House of the Dragon, cuja audiência aproximou-se de 10 milhões. Conforme a empresa, inclusive, as noites de estreia aos domingos representam usualmente entre 20 a 40% da audiência bruta por episódio. Foi revelado ainda conforme o segmento de comunicação da empresa que a audiência na América Latina fora a maior em uma estreia de série e que os Brasileiros foram responsáveis por mais de 50% de todo o engajamento por meio de publicações e interações em redes sociais acerca da série após o lançamento do episódio piloto.
Considerada a maior produção televisiva da história do Canadá, começou a ser filmada em Calgary, Alberta, em julho de 2021 e terminou em junho de 2022. É a primeira série da HBO baseada em um jogo eletrônico, sendo uma produção conjunta da Sony Pictures Television, PlayStation Productions, Naughty Dog, The Mighty Mint e Word Games. A primeira temporada consiste em 9 (nove) episódios escritos por Craig Mazin e Neil Druckmann; o último escreveu e dirigiu o jogo. O compositor do jogo original Gustavo Santaolalla compôs a trilha sonora e Mazin dirigiu o episódio piloto. A primeira temporada estreou em 15 de janeiro de 2023.
Em 27 de janeiro de 2023, após a exibição de apenas dois episódios, a HBO confirmou a renovação da série para a segunda temporada.

## Premissas

### 1ª temporada (2023)
Em 26 de setembro de 2003, um surto causado por um fungo conhecido como cordyceps causa pânico nos Estados Unidos, transformando os hospedeiros humanos em monstros canibalísticos conhecidos como Infectados. Em 2023, vinte anos depois da infecção, Joel (Pedro Pascal), um dos sobreviventes, é contratado para contrabandear uma garota de catorze anos chamada Ellie (Bella Ramsay), para a base do grupo miliciano Vaga-Lumes a fim de ser desenvolvido uma cura, já que a jovem se descobre imune a doença. O que começa como um pequeno trabalho se torna uma aventura perigosa e emocionante, conforme eles atravessam o país e dependem um do outro para sobreviver em meios a vários monstros e inimigos.

### 2ª temporada (2025)
Uma vez na base dos Vaga-Lumes, Joel descobre que a única forma de fazer uma cura é sacrificando Ellie para extrair sua imunidade, isso o faz matar a equipe médica do lugar e salvar a garota da mesa de cirurgia. Ele esconde o que realmente aconteceu de Ellie, mas não por muito tempo e isso acaba interferindo na relação dos dois. Cinco anos depois, os dois tentam manter uma vida tranquila na comunidade de Jackson, Wyoming, liderada por um conselho no qual o irmão e a cunhada de Joel, Tommy (Gabriel Luna) e Maria (Rutina Wesley), são membros. Ellie, agora com 19 anos, se torna mais proativa na defesa da comunidade e mantém relação de amizade próxima com uma jovem chamada Dina (Isabela Merced). Infelizmente, a tranquilidade da comunidade não dura muito nos tempos sombrios do apocalipse e as consequências das ações de Joel chegam com a aparição de uma mulher chamada Abby (Kaitlyn Dever) e seu grupo.

## Elenco e personagens

### Principal
- Pedro Pascal como Joel Miller; um sobrevivente endurecido, frio e amargurado, que é atormentado pelo trauma de seu passado com a trágica morte de sua filha.[12] Joel recebe a tarefa de contrabandear Ellie para fora de uma zona de quarentena em Boston, Massachusetts.[13] Na série, Joel é retratado como mais vulnerável fisicamente na série em comparação com o jogo — ele tem dificuldade de ouvir em um ouvido e seus joelhos doem quando ele fica de pé. Nos jogos originais, Joel teve sua voz e captura de movimentos realizados pelo ator Troy Baker.[14]
- Bella Ramsey como Ellie Williams; uma garota órfã de quatorze anos que cresceu solitária em uma zona militar opressora comandada pelos membros dos Vaga-Lumes, um grupo miliciano contra as autoridades das zonas de quarentena impostas pelos militares.[15] Ellie é uma jovem destemida e sensível, que após ser atacada e mordida por um infectado, milagrosamente ela sobrevive e se torna imune a contaminação, assim virando uma peça-chave para a criação de uma cura para a humanidade.[16] Nos jogos originais, Ellie teve sua voz e captura de movimentos realizados pela atriz Ashley Johnson.[17]
- Gabriel Luna como Thomas "Tommy" Miller (temporada 2, convidado na temporada 1); um ex-integrante dos Vaga-Lumes e irmão mais novo de Joel, que escapou para Jackson, Wyoming, no início do surto do cordyceps.[18] Em uma região de montanhas, Tommy, sua esposa Maria e uma comunidade de sobreviventes construíram um assentamento protegido de invasão a infectados e bandidos. Nos jogos originais, Tommy teve sua voz e captura de movimentos realizados pelo ator Jeffrey Pierce.[19]
- Isabela Merced como Dina (temporada 2); uma sobrevivente, interesse amoroso de Ellie e ex-namorada de Jesse. Ela é uma jovem de espírito livre e companheira leal a Ellie, que é desafiada pela brutalidade do mundo. No jogo original, Dina teve sua voz e captura de movimentos realizados pela atriz Shannon Woodward.[20]
- Young Mazino como Jesse (temporada 2); um membro importante de sua comunidade, ex-namorado de Dina e amigo de Ellie, cujo altruísmo às vezes tem um custo. No jogo original, Jesse teve sua voz e captura de movimentos realizados pelo ator Stephen Chang.[21]

### Participações especiais

#### Primeira temporada
- Nico Parker como Sarah Miller; a filha de quatorze anos de Joel, que faleceu tragicamente durante a fuga da cidade de Austin, Texas, no início do surto do cordyceps.[22] No jogo original, Sarah teve sua voz e captura de movimentos realizados pela atriz Hana Hayes.[23]
- John Hannah como Dr. Newman; um epidemiologista que emite um alerta sobre a ameça dos fungos para a humanidade durante um talk show em 1968.[24] Dr. Newman é um personagem original da série.
- Christopher Heyerdahl como Dr. Schoenheist; um epidemiologista cético que não acredita nos alertas de Newman no talk show de 1968.[25] Dr. Schoenheist é um personagem original da série.[26]
- Josh Brener como um apresentador de um talk show em 1968, cujo conceito foi inspirado por Dick Cavett e seu longo programa de televisão The Dick Cavett Show.[27]
- Brendan Fletcher como Robert; um bandido e contrabandista de armas no mercado negro da zona de quarentena de Boston, onde teme a retribuição de Joel contra suas ações.[28] No jogo original, Robert teve sua voz e captura de movimentos realizados pelo ator Robin Atkin Downes.[29]
- Anna Torv como Tess; uma sobrevivente endurecida e parceira de contrabando de Joel. Tess é respeitada entre os bandidos da zona de quarentena em Boston e ajuda a proteger Ellie durante a escolta para a fuga da zona.[30] No jogo original, Tess teve sua voz e captura de movimentos realizados pela atriz Annie Wersching.[31]
- Merle Dandridge como Marlene; a líder opressora e manipuladora dos Vaga-Lumes e a responsável legal de Ellie após o falecimento de sua mãe.[32] Marlene contrata o serviço de Joel para contrabandear Ellie para fora da zona de quarentena em busca de desenvolver uma cura para a humanidade após a jovem sobreviver ao ataque de um infectado. Dandridge reprisa o seu papel do jogo original, onde deu sua voz e captura de movimentos para a personagem.[33]
- Christine Hakin como Ratna Pertiwi; uma professora de micologia que aconselha o governo indonésio a bombardear a cidade de Jacarta para retardar a propagação da infecção, pela qual ela se sente desesperada.[34] Ratna é uma personagem original da série.[35]
- Nick Offerman como Bill; um sobrevivente misantrópico e contrabandista que reside em uma cidade isolada nos arredores de Massachusetts, sendo parceiro de negócios de Joel e Tess.[36] No jogo original, Bill teve sua voz e captura de movimentos realizados pelo ator W. Earl Brown.[37]
- Murray Bartlett como Frank; um sobrevivente que vive com Bill em uma cidade isolada. Frank é mais amigável e confiante do que Bill, formando um vínculo estreito com Joel e Tess.[37] O personagem faz breve participação no jogo como um cadáver.[38]
- Lamar Johnson como Henry Burrell; um jovem afro-americano que está se escondendo de um movimento revolucionário em Kansas City, Missouri, com seu irmão mais novo, Sam. Posteriormente, Henry e Sam se juntam a jornada de Joel e Ellie em escapar da cidade. No jogo original, Henry teve sua voz e captura de movimentos realizados pelo ator Brandon Scott, e as cenas dos irmãos aconteceram em Pittsburgh, Pensilvânia.[39]
- Melanie Lynskey como Kathleen Coghlan; a líder feroz e inteligente de um movimento revolucionário em uma zona de quarentena em Kansas City.[40] Kathleen é uma personagem original da série.[41]
- Keivonn Woodard como Sam Burrell; uma criança surda e artística que é perseguida por revolucionários violentos ao lado de seu irmão Henry.[39] No jogo original, Sam teve sua voz e captura de movimentos realizados pelo ator Nadji Jeter.[39]
- Jeffrey Pierce como Perry; um rebelde revolucionário em uma zona de quarentena e braço direito de Kathleen. Perry é um personagem original da série, enquanto Pierce foi o interprete original do personagem Tommy nos jogos originais.
- John Getz como Dr. Eldelstein; um médico de Kansas City que protege Henry e Sam dos rebeldes do grupo de Kathleen. Dr. Eldelstein é um personagem original da série.
- Rutina Wesley como Maria Miller (temporada 1 – presente); a co-líder dos sobreviventes de Jackson e a esposa grávida de Tommy. Maria é uma mulher destemida e misericordiosa em suas decisões. Nos jogos originais, Maria teve sua voz e captura de movimentos realizados pela atriz Ashley Scott.
- Graham Greene como Marlon; um sobrevivente e caçador nativo americano que reside nos desertos de Jackson com sua esposa Florence desde antes da pandemia e não confia em estranhos.[42] Marlon é um personagem original da série.[43]
- Elaine Miles como Florence; a esposa bem-humorada de Marlon, que ao contrário do marido, ela não queria se isolar no deserto.[43] Florence é uma personagem original da série.[44]
- Storm Reid como Riley Abel; uma garota órfã, melhor amiga e interesse amoroso de Ellie, que no passado, se conheceram em uma escola militar em Boston, porém Riley fugiu para se aliar aos Vaga-Lumes.[45] Ao retornar e reencontrar Ellie, as jovens se reconectam novamente.[46] A personagem foi mencionada no jogo original e sua primeira aparição ocorreu em The Last of Us: Left Behind, onde a personagem teve sua voz e captura de movimentos realizados pela atriz Yaani King.[45]
- Scott Shepherd como David; um pregador que lidera uma comunidade de sobreviventes em Lakeside, Colorado, e se aproxima de Ellie, porém ele se revela um homem abusivo e manipulador, e líder de um culto canibal.[47] No jogo original, David teve sua voz e captura de movimentos realizados pelo ator Nolan North.[48]
- Troy Baker como James; o braço-direito de David, que se sente ameaçado quando as capacidades de Ellie de usurpar sua posição.[49] No jogo original, James teve sua voz e captura de movimentos realizados pelo ator Reuben Langdon, enquanto Baker foi o interprete original do personagem Joel nos jogos originais.[50]
- Ashley Johnson como Anna Williams; a mãe falecida de Ellie, que durante sua gravidez, enfrentou ao lado de Marlene diversos infectados e inimigos, porém é forçada a dar à luz em circunstâncias assustadoras.[51] A personagem não faz nenhuma aparição nos jogos originais, apenas é mencionada, e Johnson foi a interprete original da personagem Ellie nos jogos.[52]

#### Segunda temporada
- Kaitlyn Dever como Abigail "Abby" Anderson; uma soldado endurecida e ambiciosa que busca vingança pela morte de um ente querido e posteriormente tem sua visão de mundo desafiada. No jogo original, Abby teve sua voz e captura de movimentos realizados pela atriz Laura Bailey.[53]
- Jeffrey Wright como Isaac Dixon; o líder de uma milícia que enfrenta uma guerra em curso em sua busca pela liberdade. Wright reprisa o seu papel do jogo original, onde deu sua voz e captura de movimentos para a personagem.
- Danny Ramirez como Emanuel "Manny" Alvarez; um soldado leal que teme falhar com seus amigos. Ele mantém uma atitude jovial apesar da dor de seu passado. No jogo original, David teve sua voz e captura de movimentos realizados pelo ator Alejandro Edda.
- Ariela Barer como Mel; uma médica comprometida com seu papel enquanto luta contra as realidades da guerra. No jogo original, Mel teve sua voz e captura de movimentos realizados pela atriz Ashly Burch.
- Tati Gabrielle como Nora; uma médica militar que tem dificuldade em aceitar seu comportamento passado. No jogo original, Nora teve sua voz e captura de movimentos realizados pela atriz Chelsea Tavares.
- Spencer Lord como Owen; uma pessoa gentil cuja força física o obriga a lutar contra inimigos que ele não odeia. No jogo original, Owen teve sua voz e captura de movimentos realizados pelo ator Patrick Fugit.
- Catherine O'Hara interpreta Gail, uma terapeuta de Jackson, Wyoming, onde Joel e Ellie se estabelecem. Gail é a esposa de Eugene, um personagem mencionado no jogo original [31] que morreu fora da tela.

## Temporadas
| Temporada | Temporada | Episódios | Episódios | Originalmente exibido | Originalmente exibido |
| Temporada | Temporada | Episódios | Episódios | Estreia da temporada  | Final da temporada    |
| --------- | --------- | --------- | --------- | --------------------- | --------------------- |
|           | 1         | 9         | 9         | 15 de janeiro de 2023 | 12 de março de 2023   |
|           | 2         | 7         | 7         | 13 de abril de 2025   | 25 de maio de 2025    |

## Produção

### Antecedentes e desenvolvimento
Após o lançamento do primeiro jogo, The Last of Us, em junho de 2013, duas adaptações cinematográficas foram tentadas: um longa-metragem escrito pelo criador e diretor criativo do jogo Neil Druckmann e produzido por Sam Raimi entrou em hiato, e um curta em animação para o cinema desenvolvido pela Oddfellows foi cancelada pela Sony. Em março de 2020, uma adaptação para a televisão foi anunciada nos estágios de planejamento na HBO, que deve cobrir eventos do primeiro jogo e possivelmente algumas partes de sua sequência, The Last of Us Part II. Ao lado de Druckmann, Craig Mazin, roteirista da minissérie Chernobyl (2019), foi nomeado para ajudar no desenvolvimento da série, como roteirista e produtor executivo, enquanto a produtora Carolyn Strauss e Evan Wells, presidente da Naughty Dog, foram anunciados como produtores executivos adicionais. Gustavo Santaolalla, compositor argentino que compôs a trilha sonora dos dois jogos principais, e seu conteúdo para download The Last of Us: Left Behind, retornará para fazer a trilha sonora da série. A série foi anunciada como uma produção conjunta da Sony Pictures Television, PlayStation Productions e Naughty Dog; sendo o primeiro projeto produzido e desenvolvido pela PlayStation Productions.
Johan Renck, diretor de Chernobyl, foi anunciado como produtor executivo e diretor do primeiro episódio em junho de 2020. Em novembro de 2020, ele abandonou o cargo de diretor devido a conflitos de programação como resultado da pandemia do coronavírus. Em 20 de novembro, a HBO deu "sinal verde" para a produção. Asad Qizilbash e Carter Swan, da PlayStation Productions, foram nomeados produtores executivos, e a Word Games foi adicionada como uma empresa de produção. Em janeiro de 2021, The Mighty Mint juntou-se à produção, e o diretor russo Kantemir Balagov foi anunciado como o diretor do primeiro episódio. De acordo com Alexander Rodnyansky, parceiro profissional de Balagov, o diretor estava interessado em adaptar o jogo há vários anos. Rodnyansky afirmou que Balagov dirigirá vários episódios da série. Mazin disse que Balagov dirigirá "os primeiros episódios". Rose Lam foi adicionada como produtora executiva em fevereiro de 2021. A pré-produção da série começou em 15 de março de 2021, em Calgary, Alberta, de acordo com o Directors Guild of Canada. Ali Abbasi e Jasmila Žbanić foram anunciados como diretores adicionais em abril de 2021.
Rodnyansky afirmou que o show está definido para durar várias temporadas; Mazin sugeriu que uma segunda temporada é provável se a primeira for bem recebida.

### Escolha de elenco

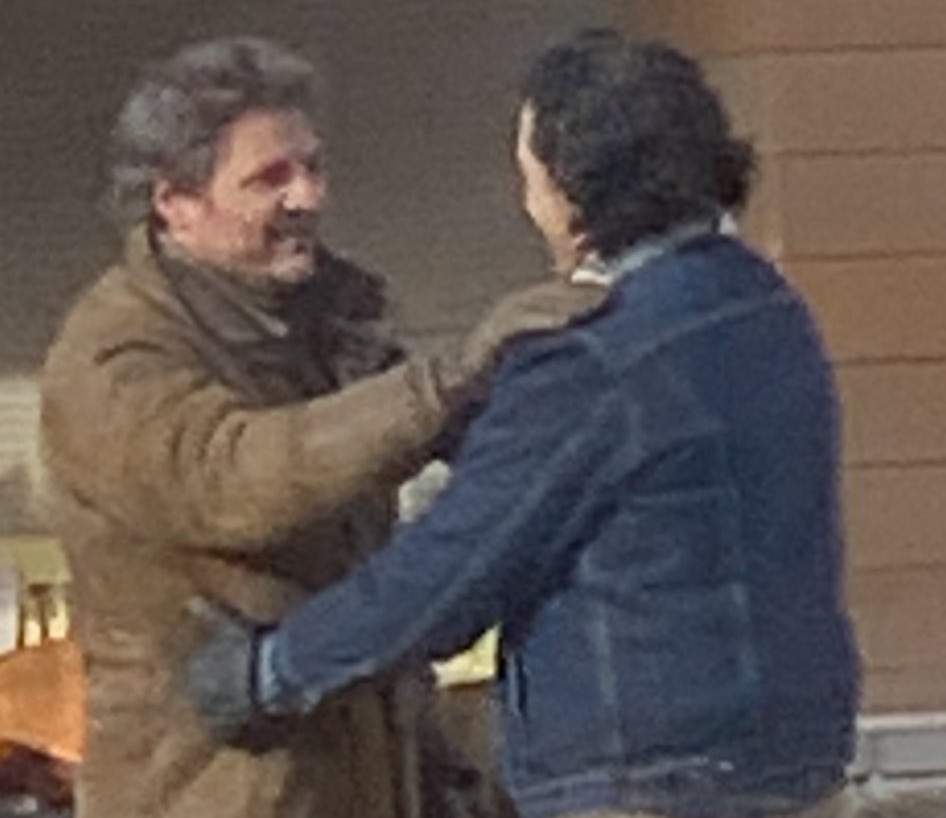
Pedro Pascal e Gabriel Luna, respectivamente, no set em Canmore, Alberta, em novembro de 2021.

Dada a pandemia de COVID-19, a escolha de elenco aconteceu virtualmente. Para o Dia Internacional da Mulher em 8 de março de 2020, Druckmann confirmou que vários personagens dos jogos apareceriam no show, incluindo Ellie, Riley, Tess, Marlene e Maria. Em 10 de fevereiro de 2021, Pascal e Ramsey foram escalados como Joel e Ellie, respectivamente. Mais cedo naquele dia, foi relatado que Mahershala Ali recebeu o papel de Joel após a recusa de Matthew McConaughey; The Hollywood Reporter observou que Ali considerou um papel, mas um acordo nunca foi fechado entre as partes. Todas as atrizes consideradas ao papel de Ellie para a adaptação cinematográfica cancelada - como Maisie Williams e Kaitlyn Dever - envelheceram e ficam fora de consideração no momento em que a série estava em produção, resultando em uma redefinição de candidatas. Os produtores procuravam principalmente atores que pudessem encarnar Joel e Ellie individualmente, bem como imitar seu relacionamento. Pascal e Ramsey não se conheciam antes do início das filmagens, mas descobriram que tinham uma química instantânea que se desenvolveu ao longo da produção.
A escolha de Gabriel Luna como Tommy foi anunciado em 15 de abril de 2021, e Merle Dandridge, atriz responsável pela voz e captura de movimentos da personagem Marlene nos videogames, foi anunciada para reprisar seu papel em 27 de maio. Em maio, a empresa Classic Casting circulou uma chamada de elenco para figurantes de Calgary, Fort Macleod, High River e Lethbridge; qualquer pessoa com mais de 18 anos poderia se inscrever, e aqueles com veículos de 1995 a 2003 eram recomendados. Nico Parker foi anunciada como escalada para interpretar Sarah em 30 de junho. A entrada no elenco de Jeffrey Pierce, Murray Bartlett e Con O'Neill como Perry, Frank e Bill, respectivamente, foi anunciada em 15 de julho, seguido por Anna Torv como Tess em 22 de julho. Em Dezembro de 2021,  Bartlett afirmou que Offerman apareceria no programa em um papel próximo ao dele; dois dias depois, Nick Offerman foi anunciado para interpretar Bill, substituindo O'Neill, que foi forçado a desistir devido a conflitos de agenda. Em 9 de dezembro, Žbanić revelou mais três nomes no elenco: Graham Greene, Elaine Miles e Rutina Wesley.
Storm Reid escolhido como Riley Abel foi anunciado em 14 de janeiro de 2022. Em fevereiro, Mazin distribuiu uma convocação de elenco para um menino de 8 a 14 anos que é surdo, negro e proficiente em linguagem de sinais americana ou uma variante, a Black American Sign Language; O Deaf West Theatre confirmou que era para o personagem de Sam, que aparecerá em dois episódios filmados em março e abril. Em junho, Druckmann anunciou que Troy Baker e Ashley Johnson estrelariam na série; os nomes de seus personagens foram revelados em dezembro. A confirmação de Lamar Johnson e Keivonn Woodard como Henry e Sam, respectivamente foi anunciado em agosto, junto ao o anúncio oficial de Greene e Elaine Miles como Marlon e Florence. Melanie Lynskey como Kathleen foi anunciada junta ao teaser trailer em setembro, enquanto Scott Shepherd foi revelado no primeiro trailer em dezembro. Por fim, o papel de Rutina Wesley como Maria foi anunciado em 9 de janeiro de 2023.

### Escrita
A série de drama e ficção pós-apocalíptica foi escrita por Mazin e Druckmann. Druckmann estava convencido de que Mazin era o parceiro criativo ideal para a série após testemunhar sua paixão pela história do jogo. Inclusive, referenciando ele como um como o "cocriador" da história. Mazin afirmou que a série pode representar uma mudança de paradigma de adaptações de videogames ao cinema e televisão devido à força de sua narrativa, observando que "levaria apenas 20 minutos no Google para os executivos da HBO perceberem que The Last of Us é o Lawrence da Arábia de narrativas de videogame"
Druckmann sentiu que o elemento mais importante da adaptação do jogo era "manter sua alma", principalmente as relações dos personagens, por sua vez, a jogabilidade e sequências de ação eram de importância mínima. Mazin disse que as mudanças foram "projetadas para preencher e expandir as coisas, não para desfazer, mas para melhorá-las". Ele ainda afirmou que a série evitaria histórias episódicas, como encontros aleatórios não presentes na história original. O conteúdo cortado do jogo seria adicionado ao show, incluindo um momento de "cair o queixo" que Druckmann descreveu. Druckmann disse que algumas partes do roteiro pegam emprestadas alguns diálogos diretamente do jogo, enquanto outros se desviam; algumas das sequências de ação pesada do jogo foram alteradas para se concentrar no drama do personagem com o incentivo da HBO. O mesmo ainda afirmou que a série estava adotando uma abordagem de adaptação oposta à do filme Uncharted (2022); enquanto este conta uma nova história com momentos dos jogos para dar "um sabor Uncharted", The Last of Us é uma adaptação mais próxima, permitindo alterações como mudar as perspectivas dos personagens de uma maneira inatingível em um jogo imersivo. Ao contrário do processo de criar os jogos, Druckmann sentiu que era capaz de "se desconectar" dos personagens ao escrever o programa devido à natureza imersiva dos videogames. Os escritores encontraram na série uma oportunidade de mergulhar nas histórias de fundo de personagens que o jogo ignorava, querendo entender melhor suas motivações.
Druckmann estava aberto a mudar qualquer aspecto dos jogos, mas sempre quis um motivo forte, garantindo que tanto ele quanto Mazin considerassem os impactos nos eventos posteriores na narrativa. A eclosão do jogo ocorre em 2013, enquanto sua narrativa pós-apocalíptica ocorre em 2033; isso foi alterado para 2003 e 2023, pois os escritores sentiram que a história ocorrendo simultaneamente com o lançamento do programa era mais interessante e real, e não mudaria fundamentalmente a história. Os escritores adicionaram as origens do surto à série para fundamentar a narrativa; após o COVID-19, eles reconheceram que o público tem mais conhecimento sobre pandemias virais do que antes. Pegando emprestado uma abordagem que usou ao escrever Chernobyl, Mazin começou a série com um segmento de um talk show fictício dos anos 1960 explicando as origens de uma infecção fúngica, sugerindo que a humanidade sabia do risco potencial há algum tempo. Para o programa, os roteiristas removeram os esporos como o vetor através do qual a infecção se espalha nos jogos, substituindo-os por gavinhas que formam uma rede unificada e interconectada, inspirada na ideia de micélio. Eles sentiram que as máscaras de gás do jogo não se traduziam bem na televisão e os esporos não eram uma ameaça realista, e descobriram que substituí-los por uma rede interconectada aumentava a tensão. Visualmente, a infecção fúngica foi inspirada por picadas de água-viva depois que Žbanić enviou uma imagem para Mazin durante a pré-produção. Os escritores evitaram fazer "um show de zumbis", reconhecendo que as criaturas infectadas foram, em última análise, um recipiente através do qual os personagens são pressionados a tomar decisões interessantes e revelar seu verdadeiro eu. Rotten Tomatoes listou os títulos dos três primeiros episódios em dezembro de 2022, e o quarto e quinto em Janeiro de 2023.

### Filmagens
A série foi filmada por 200 dias, com cerca de 18 a 19 dias por episódio, totalizando 2 a 3 páginas de roteiro por dia. O supervisor de locações, Jason Nolan, começou o trabalho de preparação para a série em janeiro de 2021, liderando uma equipe de 115 pessoas que encontrou e transformou mais de 180 locações. Devido à pandemia de COVID-19, o elenco e equipe ficaram em quarentena por duas semanas após entrar no Canadá. Ksenia Sereda atuou como diretora de fotografia ao lado de Balagov, Mazin e Druckmann, Eben Bolter com Hoar e Webb, Christine A. Maier e Žbanić, e Nadim Carlsen com Abbasi. As filmagens iniciaram em Calgary, Alberta, em 12 de julho, uma semana após previalmente prevista.
As filmagens em High River e Fort Macleod ocorreram em julho, replicando Austin, Texas, para o primeiro episódio, antes da produção mudar-se para Calgary em agosto. A zona de quarentena de Boston foi construída ao longo de vários meses perto do Stampede Park. O trabalho de Balagov concluiu a produção em 30 de agosto; mais tarde ele deixou o projeto inteiramente. O episódio de Hoar terminou em 5 de outubro. Cerca de CA$ 372 000 foram gastos em uma filmagem de quatro dias no centro de Edmonton em outubro, incluindo Rice Howard Way e no Edifício Legislativo de Alberta. As filmagens ocorreram no centro de Calgary e Beltline no final de outubro. O episódio de Druckmann foi concluído em 7 de novembro. Em novembro, a produção ocorreu em Canmore, Alberta, replicando Jackson, Wyoming, e na Universidade Mount Royal e na Southern Alberta Institute of Technology (SAIT). Por fim, o episódio de Žbanić terminou a produção em 9 de dezembro.
Em janeiro de 2022, o Northland Village Mall, no noroeste de Calgary, foi decorado para produção. As filmagens ocorreram em Okotoks e no Parque Nacional Lagos Waterton em fevereiro, e na via arterial, Airport Trail no nordeste de Calgary ficaram interditadas por três dias em março. Os episódios de Webb entraram em produção em março de 2022 e continuou até o final das filmagens em junho. Calgary foi usada para replicar Kansas City, Missouri em março. A produção continuou em Calgary em abril e maio, inclusive em torno do Calgary Courts Centre, Kensington e Victoria Park, e mudou-se para Olds no final de maio e início de junho. A produção foi concluída na madrugada de 11 de junho, dois dias depois do inicialmente previsto. Uma filmagem adicional ocorreu em Kansas City em 4 de outubro.

### Música
Gustavo Santaolalla e David Fleming compuseram a trilha sonora da série de televisão; o primeiro compôs o tema de abertura. Ele disse que os espectadores latinos "reconhecerão os toques" de sua música, e valeu-se de sua experiência prévia no cinema e na televisão, por suas composições de temas e algumas faixas para Jane the Virgin (2014–2019) e Making a Murderer (2015–2018).

### Efeitos Visuais
Os efeitos visuais da série foram realizados por diversas empresas, dentre as principais o estúdio britânico, DNEG e a neozelandesa fundada por Peter Jackson em 1993, Weta Digital. Por sua vez, a abertura da série, foi feita pela empresa Elastic inspirando-se nas utilizadas em outros conteúdos da HBO, como Game of Thrones e The Sopranos. A ideia era “construir um mundo dominado por fungos”, segundo os diretores criativos, Andy Hall e Nadia Tzu, que trabalharam conjuntamente aos showrunners da série, Neil Druckmann e Craig Mazin.

## Lançamento e promoção

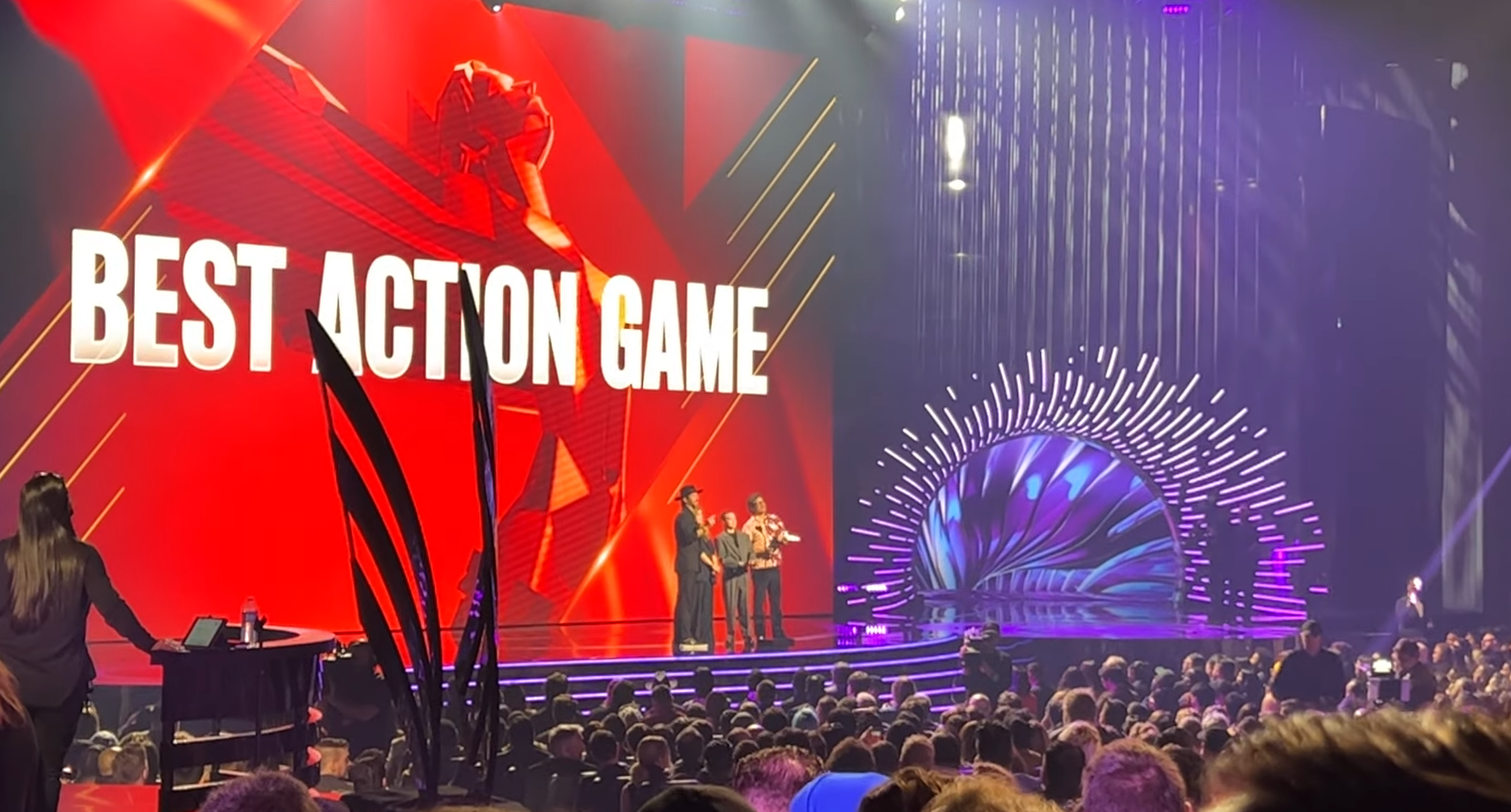
Para promover a série, Troy Baker, Ashley Johnson, Bella Ramsey, e Pedro Pascal apresentaram o prêmio de Melhor Jogo de Ação no The Game Awards em Dezembro de 2022.

Embora a série tenha sido originalmente planejada para começar a ser exibida em 2022, O diretor de conteúdo da HBO e da HBO Max, Casey Bloys, negou isso em fevereiro de 2022 e esclareceu que começaria em 2023. Para o dia de The Last of Us em 26 de setembro de 2021, a HBO compartilhou a primeira imagem de Pascal e Ramsey caracterizados como seus respectivos personagens, seguido pela primeira foto da série no Summer Game Fest em 10 de junho de 2022. O primeiro material da série foi revelada em um trailer da HBO Max durante a premiere de House of the Dragon em 21 de agosto de 2022, apresentando Pascal, Ramsey, Parker e Offerman. O lançamento de setembro de 2022 de The Last of Us Part I - remake do jogo original - foi parcialmente baseado no potencial de apresentar os jogos aos telespectadores. O primeiro teaser trailer do show foi lançado ao The Last of Us Day em 26 de setembro de 2022, apresentando as primeiras imagens de Luna, Dandridge, Torv e Reid, e confirmando a janela de lançamento de 2023 e Lynskey; a musica do teaser, "Alone and Forsaken" de Hank Williams, foi apresentado no jogo e usado em um de seus trailers. O teaser recebeu mais de 17 milhões de visualizações em menos de 24 horas no Twitter e YouTube.
Após vazamentos da Sky e da HBO Max, em 2 de novembro, a HBO anunciou que a série estrearia nos Estados Unidos em 15 de janeiro de 2023 e lançou o primeiro pôster oficial. Sua transmissão pela HBO tanto nos Estados Unidos quanto Brasil está disponível em resolução 4K na HBO Max; O primeiro episódio teve sua estreia mundial no tapete vermelho em Westwood, Los Angeles, no dia 9 de janeiro, seguido por exibições em cinemas em Budapeste e Sydney no dia 11 e Nova Iorque no dia 12. Um pequeno clipe de Joel e Ellie se escondendo de um estalador foi lançado em 16 de novembro para provocar a aparição do programa na CCXP no mês seguinte. Cartazes de onze personagens foram lançados em 30 de novembro. Dandridge, Druckmann, Luna, Mazin, Pascal, e Ramsey participaram do painel na CCXP em 3 de dezembro em São Paulo onde o primeiro trailer completo foi lançado, revelando as primeiras aparições de Baker, Ashley Johnson e Shepherd. Baker, Ashley Johnson, Pascal e Ramsey apresentado em The Game Awards 2022 em 8 de dezembro.
Em dezembro, a HBO anunciou que Baker apresentaria um podcast complementar ao lado da série, apresentando Mazin e Druckmann. Em janeiro de 2023, Pascal e Ramsey foram destaque na capa da The Hollywood Reporter, enquanto Pascal estava na capa da Wired. A HBO lançou o primeiro featurette dos bastidores em 6 de janeiro, e vários veículos de imprensa publicaram entrevistas com elenco e equipe com base em mesas redondas do mês anterior. Ramsey apareceu no Jimmy Kimmel Live! ao lado de um clipe da série em 9 de janeiro, e no The Late Late Show with James Corden em 10 de janeiro. Um trailer da temporada foi lançado após a exibição do primeiro episódio em 15 de janeiro, e um teste de duas horas de The Last of Us Part I foi disponibilizado aos membros premium da PlayStation Plus. Pascal irá apresentar o Saturday Night Liveem 4 de fevereiro.

## Recepção

### Audiência de estreia
Na estreia de seu episódio piloto, "When You're Lost in the Darkness", em 15 de Janeiro de 2023, a série atingiu a segunda maior audiência em uma década da emissora com 4.7 milhões de espectadores incluindo tanto o canal de televisão HBO quanto o streaming HBO Max nos Estados Unidos. Conforme a empresa, inclusive, as noites de estreia aos domingos representam usualmente entre 20 a 40% da audiência bruta por episódio. Foi revelado ainda conforme o segmento de comunicação que a audiência na América Latina fora a maior em uma estreia de série e que os Brasileiros foram responsáveis por mais de 50% de todo o engajamento por meio de publicações e interações em redes sociais acerca da série após o lançamento do episódio piloto.
No segundo episódio, cuja estreia aconteceu no dia 22 de Janeiro de 2023, segundo a Variety, a audiência atingiu cerca 5.8 milhões nos Estados Unidos, marcando um aumento de cerca de 22% em relação ao piloto. De acordo com a HBO, este salto seria o “maior crescimento de audiência na segunda semana por uma série dramática original HBO na história da rede”. Ainda segundo a empresa, a audiência total do piloto após uma semana da estreia, já marca 18 milhões de visualizações, quatro vezes maior do que a audiência no momento da estreia, na noite de domingo do dia 15 de Janeiro de 2023.
Após atingir recordes de audiência tanto no episódio 1 quanto no episódio 2, a série teve em seu terceiro episódio mais um aumento de audiência, de 5.8 para 6.4 milhões nos Estados Unidos, aproximadamente 12% em relação ao segundo episódio e 22% em relação ao primeiro. E, ainda conforme revelado pela Warner Bros. Discovery, a audiência combinada dos dois primeiros episódios já atinge a marca de 21.3 milhões.
Apesar de concorrer na mesma noite com a principal premiação anual da indústria da música, o Grammy Awards de 2023, a audiência no quarto episódio de The Last of Us acumulou mais um aumento, 17%, atingindo a marca de 7.5 milhões de espectadores. Ainda assim, um grande contingente de telespectadores optaram por assistir o novo episódio após a premiação de três horas de duração.
O quinto episódio marcado anteriormente ao dia 12 de Janeiro de 2023 foi antecipado ao dia 10 visando evitar concorrência com um dos maiores eventos televisivos e esportivos estadunidenses, o Super Bowl LVII.
No dia 5 de Março de 2023, data da estreia do episódio oito e penúltimo da primeira temporada de The Last of Us foi revelado pela Warner Bros. que a audiência atingiu a marca de 8.1 milhões de espectadores nos Estados Unidos, marcando um aumento de 74% em comparativo a estreia da temporada cuja marca foi de 4.7 milhões. Até o presente momento, não fora revelado as respectivas audiências do episódio 5 ao 7.
Mesmo com o episódio final de The Last Of Us, "Look for the Light", coincidindo com a edição anual da principal premiação do cinema estadunidense, o Oscar 2023, a audiência aumentou, atingindo a marca de 8.2 milhões. A cerimônia, por sua vez, atingiu 18.8 milhões.

### Recepção da Crítica
The Last of Us tem uma média de aprovação de 95% no agregador de críticas Rotten Tomatoes, com uma nota de 8,6/10, e uma média ponderada de 83/100 no Metacritic, indicando "aclamação universal". A primeira temporada tem 96% de aprovação no Rotten Tomatoes com base em 487 críticas, com uma nota média de 8,7, e uma pontuação de 84 no Metacritic baseada em 44 análises. Diversos críticos a consideraram a melhor adaptação de um videogame; Mark Delaney, da GameSpot, a chamou de "o começo de uma nova era" para o gênero. Críticos elogiaram as diferenças em relação à narrativa do jogo, e alguns consideraram que as cenas retiradas diretamente do jogo estavam entre as mais fracas e causavam problemas de ritmo. Críticos consideraram esmagadoramente o terceiro episódio como o melhor da temporada, e alguns o nomearam entre os maiores episódios televisivos dos últimos anos; Daniel Fienberg, do The Hollywood Reporter, sentiu que ele elevou a série a um novo patamar, e John Nugent, da Empire, o chamou de "uma das melhores horas de televisão da memória recente". O design de produção foi elogiado por corresponder ao jogo.
As atuações do elenco na primeira temporada receberam ampla aclamação, com críticos destacando a química entre Pascal e Ramsey. Alguns consideraram a performance de Pascal como a melhor de sua carreira, citando sua capacidade de retratar nuances e vulnerabilidade rara, e vários acharam que Ramsey deu a atuação revelação da série, equilibrando comédia e emoção. As atuações dos convidados foram altamente elogiadas, incluindo Parker por sua simpatia, Torv por ser sofisticada e comovente, e Lynskey por justapor humanidade e crueldade. Críticos gostaram da química entre Pascal e Luna, e entre Ramsey e Reid. As atuações de Offerman e Bartlett foram descritas por William Goodman, da Complex, como "as melhores de suas carreiras". Simon Cardy, da IGN, elogiou a atuação emocional de Lamar Johnson em sua cena final, e Bradley Russell, da Total Film, sentiu que a ingenuidade do papel de Woodard intensificava a narrativa. David Cote, do The A.V. Club, chamou a atuação de Shepherd de "magistral em seu charme sutil e irônico".
A segunda temporada tem uma aprovação de 95% no Rotten Tomatoes baseada em 160 críticas, com uma nota média de 8,5 de 10, e uma pontuação de 81 de 100 no Metacritic baseada em 42 análises. Críticos sentiram que a temporada reforçou The Last of Us como a melhor adaptação de um videogame; Jeremy Mathai, do /Film, disse que ela "estabelece um novo padrão para toda adaptação de videogame" e elogiou a visão criativa unificada de cada departamento de produção, e Ross Bonaime, do Collider, declarou que é "uma das melhores temporadas de TV de 2025". Vários críticos compararam as sequências de ação do segundo episódio ao melhor de Game of Thrones, e muitos consideraram o sexto episódio o destaque por enfatizar o relacionamento entre Joel e Ellie. Os temas mais profundos e os personagens mais complexos foram elogiados, embora alguns críticos tenham sentido falta de mais cenas com Joel e Ellie, tornando a segunda temporada mais fraca que a primeira, e outros acharam o ritmo mais rápido prejudicial e a narrativa incompleta de forma insatisfatória.
As atuações do elenco na segunda temporada foram aclamadas, com a química entre Pascal e Ramsey continuando a receber elogios; Alan Sepinwall, da Rolling Stone, considerou alguns episódios mais fracos devido à ausência deles. Críticos elogiaram Pascal por trazer calor, carisma e resistência a Joel, e Ramsey por desenvolver Ellie como uma jovem traumatizada, mantendo sua imaturidade emocional e leveza. Muitos críticos consideraram Merced o destaque da temporada por sua compaixão e humor, assim como sua química com Ramsey, e a atuação de Dever foi elogiada por sua representação de luto, raiva e ódio; alguns sentiram que sua atuação ofuscou as demais. Diversos críticos aplaudiram as habilidades dramáticas de O'Hara, e elogios também foram direcionados às atuações de Luna, Mazino, Wesley e Wright, embora alguns críticos os considerassem mal aproveitados e seus personagens subdesenvolvidos; Valerie Ettenhofer, do Inverse, achou algumas interações "estranhamente artificiais" em contraste com a primeira temporada.

### Representatividade LGBTQIA+
O episódio três da série - Long, Long Time - tem em seu foco principal a trajetória amorosa e de vida de um casal homossexual, Bill e Frank; esta representatividade queer foi bem recebida pela crítica, conforme a NBC News, a série atingiu um marco para jogadores LGBT, colocando que: "A história de Bill, embora inédita para alguns, é apenas uma história queer em uma indústria na qual as narrativas LGBTQ estão se tornando mais proeminentes." Alguns jogadores queer afirmaram a NBC News que "sentiram que este era um momento importante para a propagação de histórias queer em um meio às vezes estereotipado como sendo para homens heterossexuais." Apesar disto, o episódio foi vítima de ataques homofóbicos em suas avaliações no IMDb, por um fenômeno denominado "review bombing", onde diversas pessoas em suas contas no portal dão nota negativas muitas vezes por conta de alguma contradição com algum conteúdo, neste caso, pela representatividade homossexual. 
Todavia, o episódio não foi apenas bem recebido por sua representatividade, mas também por sua construção, com diversos críticos exaltando este feito e decisão dos showrunners. Para David Cote da The A.V. Club, o episódio: "É um flashback estendido dentro do quadro que foi tão tocante e revigorantemente emocional. O engraçado e trágico caso de amor de Bill e Frank não estabeleceu novas regras mundiais nem alterou o objetivo de Joel e Ellie, mas mostrou um lado mais terno e adulto da pandemia e como dois homens nutriram uma tempestuosa paixão e sua versão da civilização por trás de portões e armadilhas." Chris Bennion do The Telegraph trouxe que o episódio "é, de uma só vez, um dos maiores episódios de drama televisivo da era moderna. Que reduz de forma impressionante todos os conceitos do gênero zumbi para criar uma peça de teatro filmada tão brilhante quanto qualquer coisa que The Sopranos ou The Wire tenham a oferecer." Ele ainda afirmou que o episódio seria relembrado como um dos melhores da década e ainda poderia aparecer em diversas premiações na próxima temporada de prêmios.

## Controvérsias
Logo após a estreia do episódio piloto da série, Bruce Straley, responsável pelo jogo eletrônico homônimo conjuntamente a Neil Druckmann no qual a série se inspira, revelou sua insatisfação por não ter sido creditado pela HBO, inclusive, em uma entrevista ao L.A times ele trouxe uma reflexão daquilo que denominou uma "sindicalização dos trabalhadores na indústria de videogames" em decorrência de sua ausência nos créditos. Em suas palavras: “É um argumento para a sindicalização o fato de que alguém que fez parte da co-criação desse mundo e desses personagens não está recebendo crédito ou um centavo pelo trabalho que colocou nele. Talvez, precisamos de sindicatos na indústria de videogames para proteger os criadores.”